# 尼古拉斯·斯洛曼
尼古拉斯·斯洛曼（英語：Nicholas Sloman，1997年10月30日—），澳大利亚游泳运动员，2018年泛太平洋游泳锦标赛男子10公里公开水域游泳铜牌得主、2023年世界游泳锦标赛混合团体6公里接力铜牌得主。